# Moca (Iêmen)
Moca (em árabe: المخا; romaniz.: al-Mukhā), é uma cidade portuária do Iêmen, situada às margens do mar Vermelho. Até o século XIX, quando foi superada por Adém e Hodeida, era o principal porto do país. Entre os séculos XV e XVII, Moca foi o mais importante mercado de café do mundo.
Segundo o padre jesuíta Jerónimo Lobo, que percorreu o mar Vermelho em 1625, desde que os turcos estenderam seu domínio à Arábia, Moca tornou-se a maior cidade do território sob dominação turca - ainda que não fosse o lugar de residência do paxá. Este ficava a dois dias de viagem em direção ao interior, na cidade de Saná.1 Ainda segundo Lobo, a sua importância do porto de Moca também era devida à circunstância de que as leis otomanas determinavam que todos os navios que entrassem no Mar Vermelho deveriam ali atracar e pagar impostos sobre suas cargas.

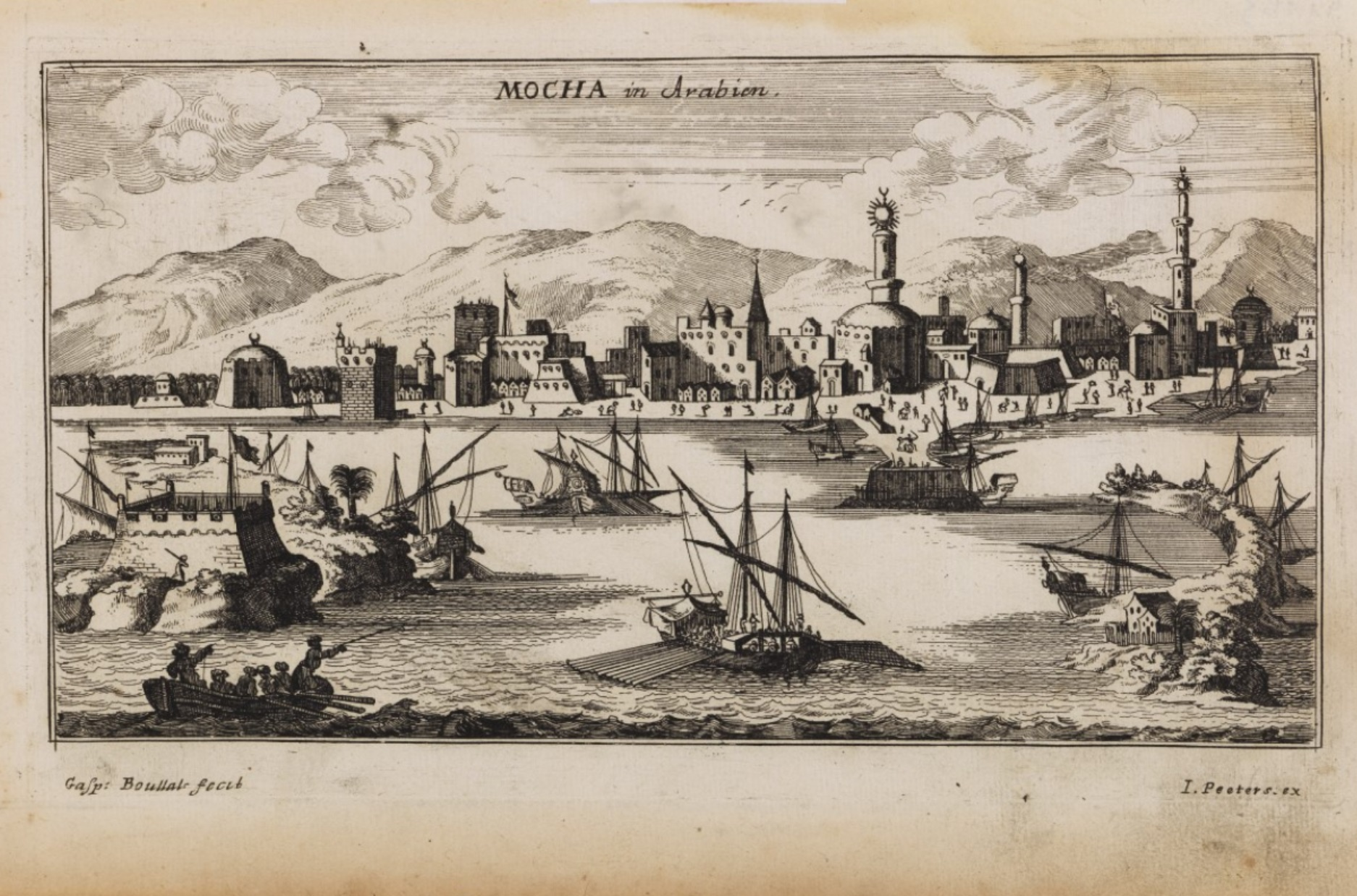
Pintura de Moca em 1692